# Guglielmo di Norwich
Guglielmo di Norwich (Norwich, 2 febbraio 1132 – Norwich, 22 marzo 1144) fu un giovane ucciso nel 1144.
La sua scomparsa e uccisione furono, all'epoca, attribuite alla comunità ebraica di Norwich, diventando il primo caso documentato di accusa del sangue medievale.

## Biografia
Guglielmo era un apprendista conciatore che entrava regolarmente in contatto con commercianti ebrei. Il suo omicidio rimase irrisolto; la comunità locale di Norwich attribuì la morte del ragazzo alla comunità ebraica, anche se le autorità locali non li condannarono per mancanza di prove. Guglielmo fu inoltre venerato come santo a Norwich, per miracoli a lui attribuiti.
L'agiografia di Guglielmo venne raccontata nel The Life and Miracles of St William of Norwich, un'opera in latino in più volumi di Thomas di Monmouth, un monaco benedettino del monastero di Norwich. Thomas iniziò The Life nel 1149/50 e lo completò nel 1173. Augustus Jessopp (1823-1914), uno dei curatori della prima edizione stampata dell'opera di Thomas, descrisse il monaco come "ingannatore e ingannato".

## L'omicidio
Poiché la maggior parte delle informazioni sulla vita di Guglielmo proviene dal racconto di Thomas, è difficile distinguere i fatti reali del caso dalla storia del martirio creata intorno ad esso dal monaco. Scrive infatti Thomas che Guglielmo nacque il 2 febbraio 1132 da una coppia locale e fu apprendista presso uno scuoiatore e conciatore di pelli, dovendo spesso trattare con ebrei locali.
Poco prima dell'omicidio, la madre di Guglielmo fu avvicinata da un uomo che affermò di essere un cuoco che lavorava per l'arcidiacono di Norwich, e che offrì a Guglielmo un lavoro nelle cucine dell'arcidiacono. La madre accettò e fu pagata tre scellini per lasciare andare suo figlio Guglielmo, che poco dopo visitò sua zia in compagnia di quest'uomo. Sua zia si insospettì, e chiese a sua figlia di seguirli quando se ne furono andati. Furono visti entrare nella casa di un ebreo locale, e quella fu l'ultima volta che Guglielmo fu visto vivo, ed era il giorno del Martedì Santo.
Il Sabato Santo, il corpo del dodicenne fu trovato nella landa di Mousehold, una parte della foresta di Thorpe, nei dintorni di Norwich. Una suora vide il corpo, ed inizialmente non contattò nessuno. Successivamente un guardaboschi di nome Henry de Sprowston lo trovò per caso e notò delle ferite che suggerirono una morte violenta, nonché il fatto che il ragazzo sembrasse esser stato imbavagliato con del cardo di legno, e che indossasse una giacca e delle scarpe.
Dopo aver consultato il parroco, fu deciso di seppellire la salma il Lunedì dell'Angelo. Nel frattempo, la gente del posto venne a visitare la salma e Guglielmo venne riconosciuto. Il suo corpo fu seppellito sul luogo dell'omicidio. Il giorno successivo arrivarono i membri della famiglia di Guglielmo, uno dei quali era il prete Godwin Stuart, per confermare l'identità del corpo. Venne riesumato, e successivamente lo riseppellirono con una cerimonia adeguata.
La famiglia di Guglielmo accusò la comunità ebraica locale per il crimine, e chiesero giustizia al Tribunale ecclesiastico del vescovo William di Turbeville. I membri della comunità ebraica furono invitati dal vescovo a presentarsi in tribunale per essere sottoposti ad un processo per ordalia, ma lo sceriffo normanno locale, John di Chesney, informò che il tribunale ecclesiastico non aveva giurisdizione sugli ebrei, poiché non erano cristiani.
Lo sceriffo mise sotto protezione gli ebrei nel castello di Norwich e, dopo che la situazione si fu calmata, li lasciò tornare alle loro case. La questione venne ripresa due anni dopo, quando un membro della comunità ebraica venne assassinato in un incidente non collegato a questi fatti. Il re Stefano accettò di esaminare la questione, ma alla fine decise di non proseguire.
Nel frattempo la salma di Guglielmo era stata trasferita nel cimitero dei frati. Il vescovo de Turbeville e altri membri del clero locale tentarono di creare attorno a Guglielmo un culto come martire cristiano, ma non ci riuscirono perché nelle accuse contro gli ebrei non c'erano prove che l'omicidio fosse collegato ad attività religiosa di nessun tipo. Con lo sviluppo successivo del culto venne tuttavia creata una storia sul come e perché William fu ucciso.

### La versione dei fatti di Thomas di Monmouth

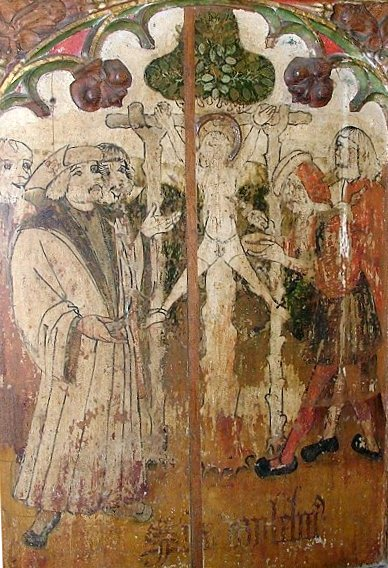
La crocifissione di Guglielmo dipinta nella Holy Trinity Church di Loddon, nel Norfolk

Thomas di Monmouth arrivò a Norwich intorno al 1150. Su sollecitazione del vescovo, decise di indagare sull'omicidio intervistando i testimoni sopravvissuti. Parlò anche con persone che identificò come "ebrei convertiti", i quali gli fornirono informazioni privilegiate sugli eventi all'interno della comunità ebraica. Scrisse così un resoconto in latino ecclesiastico del crimine nel suo libro The Life and Miracles of St William of Norwich.
Nel suo resoconto dell'omicidio, Thomas di Monmouth scrisse che dopo avergli rasato la testa, lo trafissero con innumerevoli punte di spine, e fecero uscire orribilmente il sangue dalle ferite che fecero. Alcuni dei presenti volevano crocifiggerlo per farsi beffe della Passione del Signore.
In seguito si disse che il corpo di Guglielmo era stato ritrovato a Thorpe Wood con una corona di spine in cima alla testa.
Il racconto di Tommaso di Monmouth dipende dalla testimonianza di un monaco ed ex ebreo di nome Teobaldo di Cambridge, il quale affermò che l'omicidio era un sacrificio umano e che gli "antichi scritti dei suoi padri" richiedevano l'uccisione annuale di un cristiano. Ciò avveniva presumibilmente per due ragioni: per tornare un giorno in Terra Santa durante l'era messianica e per punire Gesù Cristo per la persecuzione che il popolo ebraico continuava a subire per mano dei suoi seguaci.
Non esiste, tuttavia, nessun comandamento che invita al sacrificio umano nella teologia ebraica, nella letteratura religiosa. Theobald ha anche affermato che gli assassini non erano praticanti del giudaismo ortodosso e che l'omicidio fu invece ordinato a Narbona dal capo di una setta dichiaratosi il Messia Ebreo. Quest'ultimo infatti aveva tirato a sorte per scegliere dove in Europa i suoi seguaci avrebbero commesso l'omicidio.
Thomas sostiene che un ebreo convertito gli disse che c'era una discussione su come disfarsi del corpo e che una serva cristiana intravide il bambino attraverso una fessura in una porta, e che diversi anni dopo gli eventi, un altro uomo avesse confessato sul letto di morte di aver visto un gruppo di ebrei trasportare un corpo su un cavallo nel bosco.

## Contesto

### Gli ebrei a Norwich
Si pensa che la comunità ebraica si sia stabilita a Norwich nel 1135, solo nove anni prima dell'omicidio (anche se un ebreo chiamato "Isacco" è registrato nel Domesday Book del 1086). La maggior parte viveva in un quartiere ebraico o "ghetto", situato in quella che oggi è Haymarket e White Lion Street.Gli ebrei erano una comunità francofona, come quella degli anglo-normanni con cui erano strettamente associati. Il "ghetto" era inoltre molto vicino al castello, un modello visto in altre città inglesi dove gli ebrei erano sotto la protezione dei Normanni.
Guglielmo e la sua famiglia, d'altra parte, erano di origine anglosassone e molti dei suoi parenti erano preti sposati secondo la tradizione locale. I conflitti tra anglosassoni locali e normanni potrebbero essersi prestati a teorie cospirative riguardanti i crimini capitali da parte degli ebrei francofoni coperti dai normanni di lingua francese. Le tensioni furono particolarmente evidenti durante il regno di Stefano, quando avvenne l'omicidio. Thomas di Monmouth sostiene che lo sceriffo fosse stato corrotto dalla comunità ebraica di Norwich per proteggerli.
Potrebbero esserci stati anche conflitti di fondo tra la cattedrale, lo sceriffo e la popolazione locale sui diritti in città e nei sobborghi. Thomas invoca ripetutamente Dio come unica fonte di giustizia per gli anglosassoni contro gli sceriffi normanni corrotti e afferma inoltre che John de Chesney, lo sceriffo che proteggeva gli ebrei della città, fu successivamente punito con un'emorragia interna.

### Culto

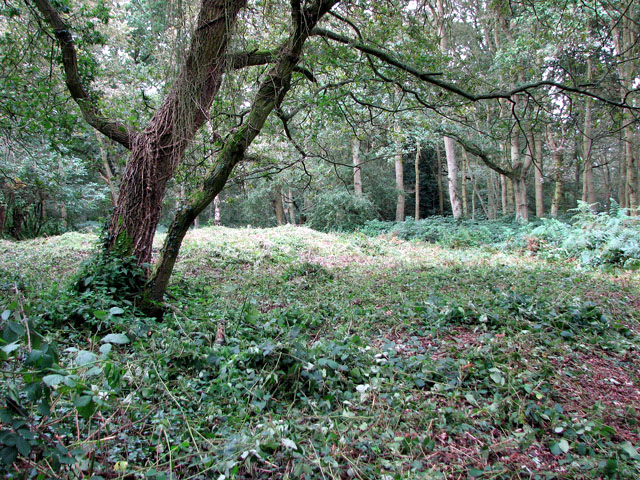
Il sito della cappella consacrata a William nel Mousehold Heath nel 2010. La cappella fu demolita durante la Riforma inglese e i suoi resti sono elencati come monumento protetto.

Il desiderio del clero locale, in particolare del vescovo William de Turbeville, di istituire un culto potrebbe essere stato almeno in parte motivato finanziariamente. Il vescovo incoraggiò Thomas di Monmouth a interrogare la gente del posto ed a scrivere il suo libro.
Dopo essere stato sepolto nel cimitero dei monaci, il corpo di Guglielmo fu trasferito in luoghi progressivamente più prestigiosi della chiesa, venendo collocato nella sala capitolare nel 1150 e vicino all'altare maggiore nel 1151. Thomas dedicò gran parte del suo libro non all'omicidio, ma alle prove della santità di Guglielmo, comprese le luci misteriose viste intorno al corpo stesso e le cure miracolose effettuate sui devoti locali. Thomas ammette che alcuni membri del clero, in particolare il priore Elias, erano contrari al culto sulla base del fatto che non esistessero molte prove della santità o del martirio del ragazzo mentre il monaco stesso promosse la richiesta fornendo prove di visioni di William e miracoli.

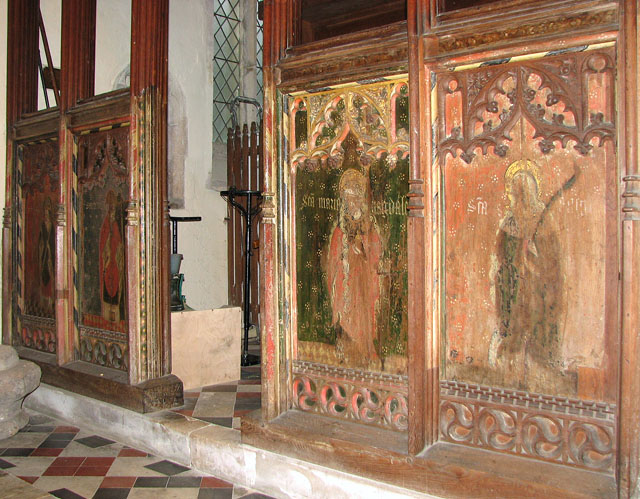
Pannello nella chiesa di St John, Garboldisham, Norfolk

Lo storico Paul Dalton afferma che il culto era prevalentemente di carattere "protettivo e pacificatore", avendo somiglianze con quello di un altro santo bambino, Fede di Agen. Nonostante le sue origini, il culto stesso non era associato alla promozione di attività anti ebraiche ed era minore anche al suo apice in quanto ci sono poche prove di un fiorente culto di Guglielmo a Norwich: i documenti finanziari sopravvissuti che elencano le offerte fatte al suo santuario nella cattedrale di Norwich suggeriscono che, sebbene le sue fortune aumentassero e diminuissero, per gran parte della sua storia ci furono pochi pellegrini, sebbene le offerte continuassero ad essere realizzate almeno fino al 1521. Un temporaneo aumento della popolarità del santuario avvenne dopo il 1376, quando Guglielmo fu adottato dalla Norwich Peltier's Guild, il cui servizio annuale nella Cattedrale includeva un bambino che recitava la parte di William. C'era anche una corporazione di studiosi dedicata a San Guglielmo nella città di Bishop's Lynn, nel Norfolk.
Immagini di Guglielmo come martire furono create per alcune chiese, generalmente nelle vicinanze di Norwich. Un pannello di quercia dipinta, raffigurante Guglielmo e Agata di Catania, è nella collezione del Victoria and Albert Museum di Londra, dove Guglielmo è mostrato con in mano un martello e tre chiodi in testa. Il pannello faceva precedentemente parte di un paravento presso la chiesa di St John Maddermarket di Norwich, commissionato da Ralph Segrym (morto nel 1472), un commerciante che divenne membro del parlamento e sindaco di Norwich.
William è raffigurato sui pannelli di un certo numero di altre chiese del Norfolk: la St Mary's Church nel Worstead e la St John's Church nel Garboldisham raffigurano William che tiene dei chiodi; al contrario quello nella Holy Trinity Church nel Loddon raffigura Guglielmo che viene crocifisso.

### Conseguenze
A seguito dei sentimenti generati dalla vicenda dell'omicidio rituale di William e dal successivo intervento delle autorità a favore degli imputati, il crescente sospetto di collusione tra sceriffi corrotti, nobili ed ebrei alimentò il generale stato d'animo anti ebraico e anti normanno della popolazione. Dopo che la versione di Thomas di Monmouth sulla morte di Guglielmo circolò, una serie di altri omicidi di bambini irrisolti furono attribuiti a cospirazioni ebraiche, tra cui Aroldo di Gloucester († 1168) e Roberto di Bury († 1181). Il caso più noto fu però Ughino di Lincoln († 1255). Questo divenne noto come l'accusa del sangue.
Durante il regno di Riccardo I d'Inghilterra l'atteggiamento nei confronti degli ebrei inglesi divenne meno tollerante. Questo, in concomitanza con l'aumento dell'opinione nazionale a favore di una crociata e la fusione di tutti i non cristiani nell'immaginazione cristiana medievale, portò la delegazione ebraica che assisteva all'incoronazione di Riccardo nel 1189 ad essere attaccata dalla folla. Iniziò così un attacco di massa contro la popolazione ebraica, che portò a massacri di ebrei a Londra e York.
Gli attacchi furono seguiti da altri in tutta l'Inghilterra. Quando la nobiltà normanna di Norwich tentò di sopprimere queste attività, gli yeomen e i contadini si ribellarono contro i signori e attaccarono i loro sostenitori, in particolare la comunità ebraica di Norwich. Il 6 febbraio 1190 gli ebrei trovati nelle loro stesse case a Norwich furono uccisi; altri si rifugiarono nel castello di Norwich.
Durante lo sviluppo di Chapelfield vicino Norwich, nel 2004 fu scoperto un pozzo con i resti dei resti di almeno 6 adulti e 11 bambini le cui analisi mostrarono forti affinità con i gruppi ebrei ashkenaziti attuali.
L'ostilità contro gli ebrei continuò fino a quando, nel 1290, gli ebrei furono espulsi dall'Inghilterra dal re Edoardo I. Agli ebrei non fu ufficialmente permesso di reinsediarsi in Inghilterra fino a dopo il 1655, quando il Lord Protettore Oliver Cromwell commissionò alla Conferenza di Whitehall di discutere le proposte fatte da Menasseh ben Israel. Mentre la Conferenza non raggiunse alcun verdetto, essa venne vista come l'inizio del reinsediamento degli ebrei in Inghilterra.

## Teorie moderne del crimine

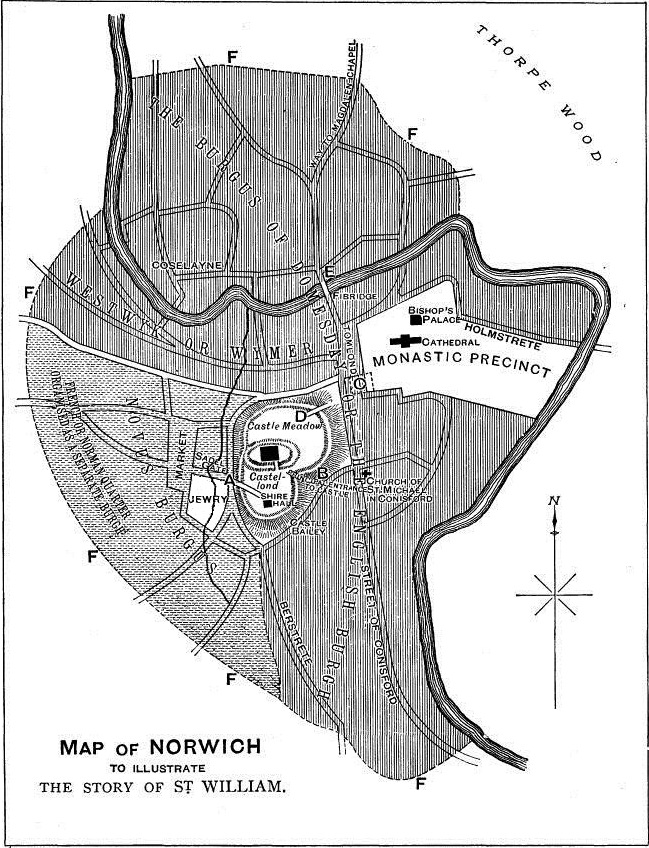
Una mappa della Norwich medievale riprodotta nell'edizione di Jessopp e James dell'agiografia. Il "ghetto" è a sinistra del castello al centro, parte della zona della "Città Nuova" dall'altra parte della città dal monastero e dal bosco.

La storia del presunto martirio di Guglielmo in una cospirazione ebraica persistette per molti secoli. Ancora nel 1853, l'autrice Susan Swain Madders, nel suo libro sulla storia di Norwich, attribuisce la morte di William a una cospirazione omicida degli "ebrei, allora i principali medici, mercanti e studiosi del tempo", ripetendo anche la teoria che fossero sfuggiti alla punizione "con qualche intelligente accordo monetario con le autorità".
Il resoconto dell'agiografia di Guglielmo venne pubblicata da Augustus Jessopp e M.R. James. L'introduzione di James al libro è la prima analisi moderna delle prove fornite da Thomas. James notò che Thomas fosse desideroso di dimostrare la verità della sua versione degli eventi citando testimonianze per costruire un resoconto coerente. Sostiene tuttavia che sebbene alcune testimonianze sembrassero essere pura invenzione, altre inaffidabili, ma alcune sembrassero descrivere al contrario eventi reali, sebbene manipolati per adattarsi alla storia. James respinge l'omicidio rituale pianificato reputandolo come una fantasia, emersa solo alcuni anni dopo il delitto, promossa dal convertito Teobaldo, desideroso di ingraziarsi la comunità cristiana. Le prove a sostegno erano inoltre molto inconsistenti, come il servo che si suppone abbia intravisto un bambino attraverso una fessura nella porta. James suggerisce diverse possibilità:
1. un incidente nel bosco;
2. un omicidio da parte di un cristiano che ha organizzato la scena per incolpare gli ebrei;
3. un omicidio ad opera di ignoto imputato agli ebrei per cause estranee al reato stesso;
4. omicidio accidentale o deliberato da parte di un ebreo poi insabbiata dalla comunità ebraica che temeva di essere incolpata di tutto.[21]

James pensa che tutto ciò sia possibile, incluso il fatto che un ebreo "squilibrato o superstizioso" potrebbe aver ucciso Guglielmo in modo quasi rituale, come anche che lo stesso convertito Teobaldo fosse un possibile sospetto.
In una recensione del 1897 del libro di James, Joseph Jacobs Jewish Quarterly Review sosteneva che la stessa famiglia di Guglielmo fosse tra i sospettati più probabili, ipotizzando che avessero tenuto una finta crocifissione durante la Pasqua durante la quale William cadde in una trance "catalettica" e morì come risultato della sepoltura. Jacobs sostiene che non avrebbe senso per gli ebrei nascondere il corpo nella foresta di Thorpe, poiché avrebbero dovuto portarlo attraverso l'intera parte cristiana della città per arrivarci.
Secondo un documento del 2005 di Raphael Langham, Jacobs non ha fornito "alcuna prova" per la sua speculazione su una crocifissione familiare.
Nel 1933 Cecil Roth sostenne che un diverso tipo di finta crocifissione potrebbe aver portato alle accuse contro gli ebrei, a causa di una mascherata che coinvolgeva la finta esecuzione di Aman messa in atto dagli ebrei nel giorno di Purim. Nel 1964 Marion Anderson sviluppò questa idea, combinandola con le argomentazioni originali di Thomas. Suggerisce che a Guglielmo fosse stato detto di non frequentare gli ebrei dopo una di queste mascherate; fu poi rapito e torturato dagli ebrei per scoprire perché venissero ostracizzati. Di conseguenza morì e il corpo venne fatto sparire.
Nel 1967, Vivian Lipman sostenne che l'omicidio fosse un crimine sessuale, suggerendo che il commento di Thomas secondo cui William indossasse una "giacca" e "scarpe" implicava che il corpo del ragazzo fosse nudo sotto la vita. Probabilmente venne perpetrato dall'uomo che si presentò come cuoco e attirò Guglielmo lontano dalla sua famiglia per commettere il crimine. Quest'uomo non è mai stato identificato da Thomas e scompare dalla storia senza spiegazioni.
Nel 1984, Gavin I. Langmuir approvò il racconto "sano" di Lipman, respingendo le teorie di Anderson e criticando le speculazioni di James e Jacobs, aggiungendo che Teobaldo fosse un sospetto improbabile poiché apparentemente si trovò a Cambridge quando fu commesso l'omicidio. Nel 1988 Zefirah Rokeah riprese il suggerimento di James che Teobaldo fosse l'assassino, mentre nel 1997 John McCulloh seguì Lipman nel sostenere che si trattasse di un sadico crimine sessuale. Raphael Langham, scrivendo nel 2005, credeva che Teobaldo fosse un individuo disturbato con un odio per la propria comunità e quindi fosse l'assassino più probabile.
Nel 2015, l'indagine di E.M. Rose sull'argomento, The Murder of William of Norwich ha ricevuto il Ralph Waldo Emerson Award nel 2016 dalla Phi Beta Kappa per "uno studio accademico che contribuisce in modo significativo all'interpretazione della condizione intellettuale e culturale dell'umanità" ed è stato nominato "Top Ten Book in History" dal Sunday Times. Rose sottolinea che le rapine stradali e i rapimenti andati male fossero una causa frequente di morti nella regione durante il regno di Stefano, quando la Corona lottava per salvaguardare le strade, e potrebbe offrire un'ulteriore spiegazione per la morte di Guglielmo.